# Bičir
Bičir ili Bičer(mađ. Bicsérd) je selo u južnoj Mađarskoj.
Zauzima površinu od 19,75 km četvornih.

## Zemljopisni položaj
Nalazi se na 46° 1' sjeverne zemljopisne širine i 18° 5' istočne zemljopisne dužine. Ranjoš je 2,5 km jugoistočno, Čerkut je 5 km sjeveroistočno, Pelir je 5 km istočno, Szabadszentkirály je 1,5 km jugozapadno, Pécsbagota je 1,7 km južno, Zuka je 1 km jugoistočno, a Pazanj je nepuna 2 km jugoistočno.

## Upravna organizacija
Upravno pripada Selurinačkoj mikroregiji u Baranjskoj županiji. Poštanski broj je 7671. 

## Povijest
U starorimsko doba je kroz Bičir išao put od Murse (Osijeka) preko Sopianae (Pečuha) na Savariu (Sombatel). 
Kasnije je u povijesnim dokumentima se spominjao pod imenima Bulchew, Bycherd, Bulchir i Bulcherd.

## Promet
Selo se nalazi 2 km južno od željezničke prometnice. Ipak, postoji željeznička postaja koja nosi ime ovog sela, a nalazi se na križanju cestovne prometnice koja vodi do Pečuha sa željezničkom prugom.

## Stanovništvo
Bičir (Bičer) ima 985 stanovnika (2001.). 

## Vanjske poveznice
- (mađ.) Bicsérd a Szépország.hu oldalon[neaktivna poveznica]
- (mađ.) www.ripapannonica.mediacenter.hu
- Bičir[neaktivna poveznica] na fallingrain.com